# 三浦屋 (企業)
株式会社三浦屋（みうらや、Miuraya Co,. Ltd.）は、東京都国分寺市に本社をおくスーパーマーケットチェーン。

## 概要
小売業を本業として高級スーパーマーケットを主に運営するほか、外販事業にも進出している。
ロゴは英字表記の「Miuraya」を使用している。
2012年10月1日付でいなげやが全部の株式を買収し、同社の子会社となる。
2021年8月1日付で三菱商事系プライベート・エクイティ・ファンドの丸の内キャピタルが全部の株式を買収し、同社の子会社となる。
丸の内キャピタルの買収にあたり製造事業部は、いなげや子会社のサンフードジャパンが吸収分割して消滅する。
2024年3月15日、Olympicグループが丸の内キャピタルより全株式を取得し、完全子会社となった。

## 事業所

### 店舗（小売事業部）
（2022年05月現在）
- 松庵店（杉並区）
- 武蔵小金井店（小金井市本町、プラウドタワー）
- 国立店（国立市北）
- 東伏見店（西東京市富士町）
- 飯田橋ラムラ店（新宿区神楽河岸）
- コピス吉祥寺店（武蔵野市吉祥寺本町）
- グルメ エミオ武蔵関店（練馬区関町北）

### 外販事業部
- 国分寺営業所（東京都国分寺市西恋ヶ窪）
- 埼玉営業所（埼玉県入間市上藤沢）

## プライベートブランド
- 三浦屋オリジナル珈琲
- たらばがに一番脚肉100%
- アカシヤ純粋はちみつ

など